# Países bolivarianos

Repúblicas bolivarianas.

Países bolivarianos es una denominación que agrupa a seis naciones hispanoamericanas (Bolivia, Colombia, Panamá, Ecuador, Perú y Venezuela) cuyo origen republicano, se remonta a la época de las guerras independentistas o sobre las que posteriormente Simón Bolívar mantuvo influencia directa o gobierno.
Aunque Bolívar no tuvo participación directa en la independencia de Panamá de España, este país es considerado bolivariano ya que, proclamada la independencia del istmo en 1821, los patriotas panameños unieron de manera voluntaria las antiguas provincias virreinales de Panamá y Veraguas a la Gran Colombia, asimismo, el propio Bolívar convocó en su condición de jefe de gobierno, la realización del Congreso Anfictiónico en la Ciudad de Panamá.
En los territorios de la Real Audiencia de Quito (actual Ecuador), Bolívar tampoco tuvo participación directa en las guerras independentistas de Ecuador. La Provincia Libre de Guayaquil obtuvo su emancipación de forma aislada, al igual que el austro ecuatoriano. El ejército bolivariano que batalló junto a soldados guayaquileños y peruanos en la zona de la serranía norte del país fue liderado por Antonio José de Sucre.
En el caso de Perú, cuya independencia había sido proclamada por José de San Martín en 1821, la resistencia española en las provincias del sur motivó que el congreso peruano solicitara la ayuda de Bolívar, quien en 1824 consolidó la independencia de este país con las victorias en las batallas de Junín y Ayacucho.
Si bien Bolívar y Sucre organizaron una campaña militar para derrotar a los realistas que ocupaban lo que hoy es Bolivia, no combatieron contra los ejércitos realistas, ya que los mismos caudillos independentistas lograron liberar sus propios territorios y también hubo realistas que se sublevaron y adhirieron a la causa del Ejército Libertador; Bolivia es considerado país bolivariano porque fue gobernada por Bolívar y Sucre.
Los vínculos entre estas naciones se han dado por medio de alianzas económicas y tratados internacionales como la Comunidad Andina, que desde 1969 reúne a Bolivia, Colombia, Ecuador y Perú, y a la que pertenecieron Chile y Venezuela. De igual forma existen organizaciones culturales y deportivas tales como Organización Deportiva Bolivariana que desde 1938 organiza cada cuatro años los Juegos Bolivarianos.

## Historia

### Bolivia
La presencia bolivariana en la historia de Bolivia es uno de los temas más controversiales. Tras la victoria de Ayacucho, el general Sucre le exigió al comandante general de los realistas en el Alto Perú (actual oeste de Bolivia), Pedro Antonio Olañeta, que reconociera la capitulación de Ayacucho y también le ofreció que se incorporara al Ejército Libertador, pero Olañeta se negó a aceptar capitulación y rechazó la oferta de adhesión al ejército.
Bolívar, teniendo en cuenta que el Alto Perú era parte de las Provincias Unidas del Río de la Plata, pero también de que estuvo bajo la jurisdicción del Perú cuando este estaba bajo el poder realista, fue presionado por el Congreso peruano para que interviniera en las provincias altoperuanas, envió a Sucre a liderar una campaña de liberación comandando el Ejército Libertador, con el objetivo en derrotar a los realistas del norte rioplatense. En febrero de 1825, Sucre, estando en el Desaguadero, se reunió con el doctor Casimiro Olañeta (de logia altoperuana y sobrino de Pedro Olañeta), quien lo convenció de crear un nuevo Estado sobre el territorio del Alto Perú. Sucre se enteró de que los caudillos estaban logrando la independencia de sus territorios por su cuenta; avanzó hacia el Alto Perú y llegó a La Paz, tomada por el independentista José Miguel Lanza. Para seguir el proceso de creación, Sucre, expidió el Decreto del 9 de febrero, convocando a una asamblea para definir el futuro de las provincias de la región altoperuana.
Mientras se ejecutaba el proyecto, se organizó la búsqueda de Olañeta, este teniendo sublevaciones en su vanguardia, que se adhirieron repentinamente al Ejército Libertador. El 1 de abril el bando de los amotinados comandados por el coronel Carlos Medinaceli, sin presencia alguna de los colombianos, se enfrentaron a los realistas de Olañeta, librandose así el combate de Tumusla, victorioso Medinaceli, dio el fin al dominio realista; aunque, la presencia realistas concluyó con rendiciones de guarniciones al transcurrir los días hasta el recién hasta el 9 de abril. La campaña de Sucre no tuvo acción bélica alguna, pero logró ocupar el Alto Perú y otros territorios.
Se dio un proceso colusivo en contra de los ideales de Bolívar, como con los objetivos de Olañeta y Sucre, que eran: desvincularse del Río de la Plata y también era desvincularse del Perú, e intentar la apropiación o adquisición territorios ajenos que compensen la desvinculación del Río de la Plata y del Perú. El Congreso rioplatense emitió una resolución el 9 de mayo donde ratifica la libertad de las cuatro provincias del Alto Perú, pero, Sucre y Olañeta, también involucraron —antes de la resolución argentina— a provincias ajenas al Alto Perú.
Posteriormente, se dio la independencia y fundación del Estado del Alto Perú, llamándose luego como República de Bolívar, y poco después como República de Bolivia. La Asamblea le concedió el cargo a Bolívar como “encargado supremo del Poder Ejecutivo” bajo el título de “protector y presidente”, pero Bolívar al llegar rechazó el título de “presidente” y ejecutó su cargo como “encargado supremo” o “protector”, tampoco reconoció la independencia del nuevo Estado. Bolívar luego abandonó la república en enero de 1826, delegó a Sucre para que asuma el gobierno.
Bolivia con gobierno bolivariano, se le concedió la Constitución Vitalicia, reconociendo también la independencia de la República. En noviembre del mismo año en Cochabamba y en diciembre de 1827 en La Paz, ocurrieron sublevaciones del Ejército Libertador, esto porque no se les habían pagado por los "servicios" de prestados a la "patria boliviana". En 1828, por descontentos por de la población, se organizó un motín contra Sucre encabezado por el Dr. Casimiro Olañeta, el 18 de abril, en Chuquisaca, Sucre es disparado en el brazo y perseguido por el motín, logra huir hacia una hacienda donde sana sus heridas, cedió el mando —sin renunciar— a José María Pérez de Urdininea, quien lo asumió como presidente del Consejo de Ministros, posteriormente Sucre abandona Bolivia. El 2 de agosto, Sucre, envía su renuncia definitiva al gobierno, y como consecuencia también declinó el gabinete gobernante encabezado por Urdininea. De esta manera concluyó el ciclo bolivariano en Bolivia.

### Colombia
Fiel a su ideario de unidad americana, Bolívar propuso la integración en una sola república la de Colombia (conocida historiográficamente como la Gran Colombia) con un modelo unitario, a tres antiguas entidades coloniales del imperio español, conformadas por el Virreinato de Nueva Granada, la Capitanía General de Venezuela (Venezuela) y la Provincia de Quito (Ecuador).

### Ecuador
En los territorios del actual Ecuador, la Provincia Libre de Guayaquil obtuvo su independencia de forma aislada el 9 de octubre de 1820. El ejército liderado por Bolívar intentaba atacar a las fuerzas realistas de Quito desde el norte, con poca efectividad, y es por ello que envió a Antonio José de Sucre a que organizara una alianza entre los ejércitos guayaquileños y colombianos para tomar Quito. Tras la batalla de Pichincha en 1822, Quito y Cuenca se unieron a Colombia, mientras que Guayaquil mantuvo su soberanía hasta la posterior invasión y dictadura de Bolívar, anexando así de facto todo el territorio de Guayaquil a la antigua Real Audiencia de Quito, y por ende a la Gran Colombia.

### Panamá
La independencia de Panamá fue un hecho ajeno al movimiento revolucionario de Simón Bolívar; Panamá proclamó su Independencia el 28 de noviembre de 1821, liderado por el coronel José de Fábrega para luego, de manera voluntaria, unirse a la Gran Colombia por recomendaciones de José Vallarino Jiménez, en atención a la admiración que la dirigencia istmeña sentía por Bolívar y sus ideales.

### Perú
Con respecto al Perú, que ya había proclamado su independencia en 1821, Simón Bolívar fue convocado en 1823 por el congreso peruano para vencer a las tropas realistas que aún resistían en las provincias del sur, logrando derrotarlas definitivamente en 1824 en las batallas de Junín (6 de agosto) y Ayacucho (9 de diciembre), consolidando así la independencia de la República Peruana.

### Congreso de Panamá
En 1826, Bolívar concretó el Congreso Anfictiónico de Panamá, con el cual se buscó crear una confederación de países americanos en defensa del continente contra la Liga de la Santa Alianza.

### Disolución de la Gran Colombia
En 1830 se produjo la secesión de las naciones integrantes de la Gran Colombia, cuando el sueño bolivariano de la unión americana, declinaba al igual que su vida. Tras hacerlo Venezuela y Ecuador, Panamá tomó la misma decisión, el 26 de septiembre de 1830, situación que se mantuvo hasta el 11 de diciembre de ese año, cuando, por recomendación de Bolívar, quien moriría seis días después, se volvió a unir a la Gran Colombia. A partir de 1831, con la constitución de la República de la Nueva Granada, Panamá formaría parte de todas las formas de organización política y territorial de la República de Colombia hasta su separación definitiva en 1903.